# Banon (fromage)
Pour les articles homonymes, voir Banon.
Le banon est un fromage à pâte molle à croûte naturelle élaboré dans le Sud-Est de la France à partir de lait de chèvre cru et entier. Son élaboration s’inspire d'anciennes recettes des fermes des Alpes-de-Haute-Provence. Son nom vient d'un petit village adossé au Plateau d'Albion entre la montagne de Lure et le mont Ventoux. C'est un fromage de 6 à 7 cm de diamètre au lait cru, d'une centaine de grammes.

## Historique et origine
Il était déjà connu à l'époque romaine. Une anecdote, bien que fausse, rapporte que l'empereur romain Antonin le Pieux mourut d'indigestion en 161 pour en avoir trop mangé. Il était aussi apprécié sur les tables au Moyen Âge et, au XIXe siècle, les écrivains Jules Verne et Frédéric Mistral aimaient beaucoup sa saveur.
Ce fromage de chèvre est né de la nécessité pour les familles de Haute-Provence de consommer des protéines en hiver. Pour ce faire les bergers pliaient leurs tomes dans des feuilles de châtaignier. Cette pratique maintenait le fromage moelleux et parfaitement consommable en hiver, période de tarissement du lait des chèvres. De plus, pour obtenir un fromage doux et moelleux sous un climat sec et chaud, seule était possible la technique du caillé doux (fromage à coagulation rapide ou caillé présure), spécifique du banon.
Il est à noter qu'il existait autrefois des banons produits à partir de lait de vache. Cette pratique a aujourd'hui entièrement disparu.

## Fabrication

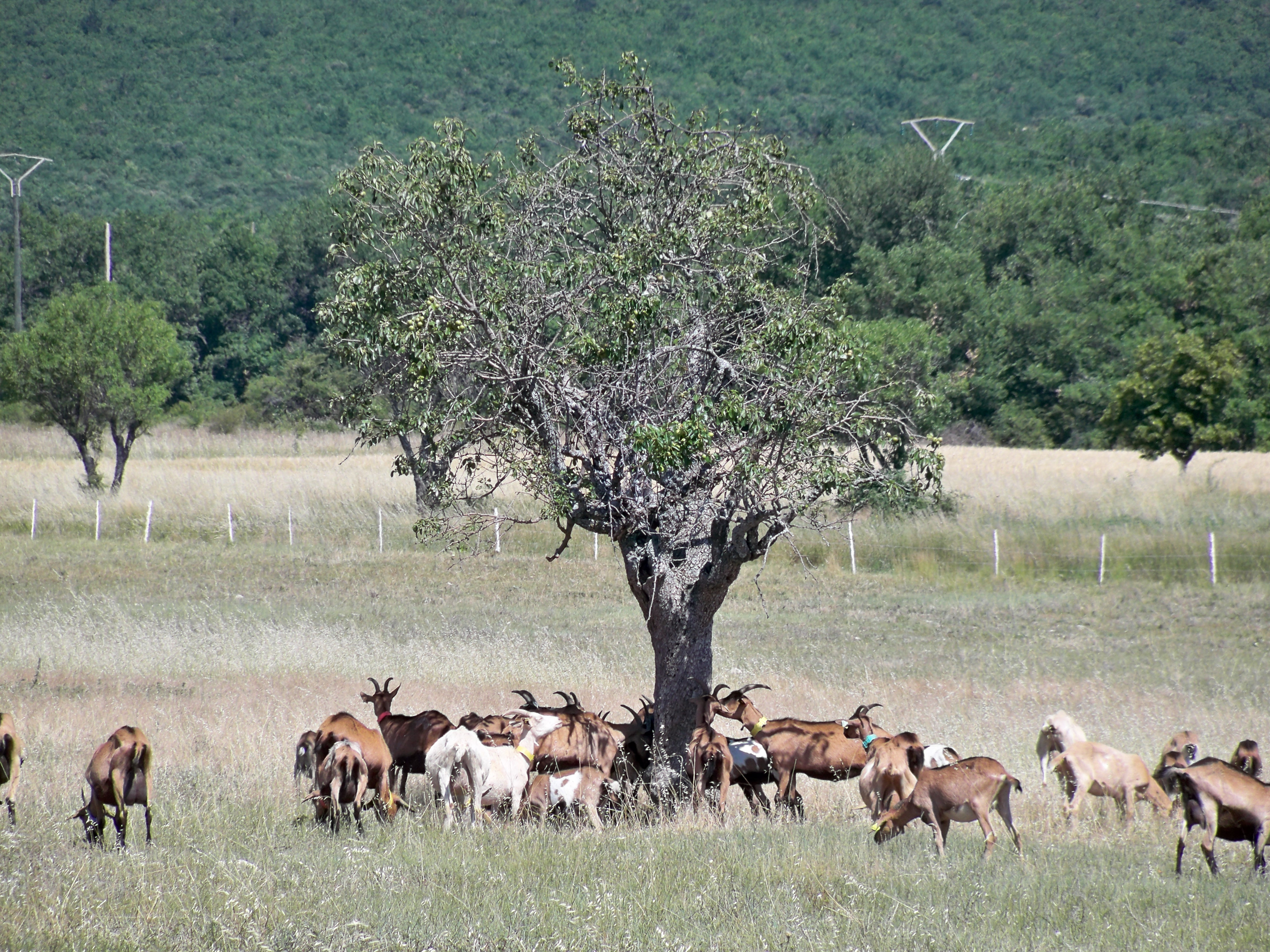
Troupeau de chèvres au bas de Simiane-la-Rotonde.

C'est un fromage à pâte molle à croûte naturelle, élaboré à partir de la technique du caillé doux et moulé à la louche avant d'être plié dans des feuilles de châtaignier brunes et liées par un brin de raphia naturel. 
Dans ce processus, les tomes subissent un premier affinage « nu » de cinq à dix jours et peuvent être trempées dans du marc de raisin. Puis le fromage est enveloppé dans des feuilles de châtaignier à l'abri de l'air, où a lieu une fermentation pendant au moins dix jours. À l'abri de la lumière et de l'air, ce procédé unique lui confère une pâte onctueuse et moelleuse, avec des arômes spécifiques, fruits de l'alchimie entre la fermentation au caillé doux et la migration des tanins de la feuille de châtaignier vers le fromage. La tome devenue banon est alors prête.
L'habillage de feuilles de châtaignier ceinturées par un brin de raphia naturel composant 6 à 12 rayons, est fait manuellement. Le ramassage des feuilles, qui doivent être récoltées brunes, se fait en automne lors de leur chute. Elles sont ramassées par des équipes de saisonniers sur le plateau d'Albion, dans les Cévennes, en Corse et en Ardèche. La Fromagerie de Banon (60 % de la production) consomme, à elle seule, 5 millions de feuilles par an, soit l'équivalent de 5 semi-remorques. Prêt à être consommé, le banon a la forme d'un palet de 8 cm de diamètre et de 2 à 3 cm de haut pour un poids de 100 g.

## AppellationAOC

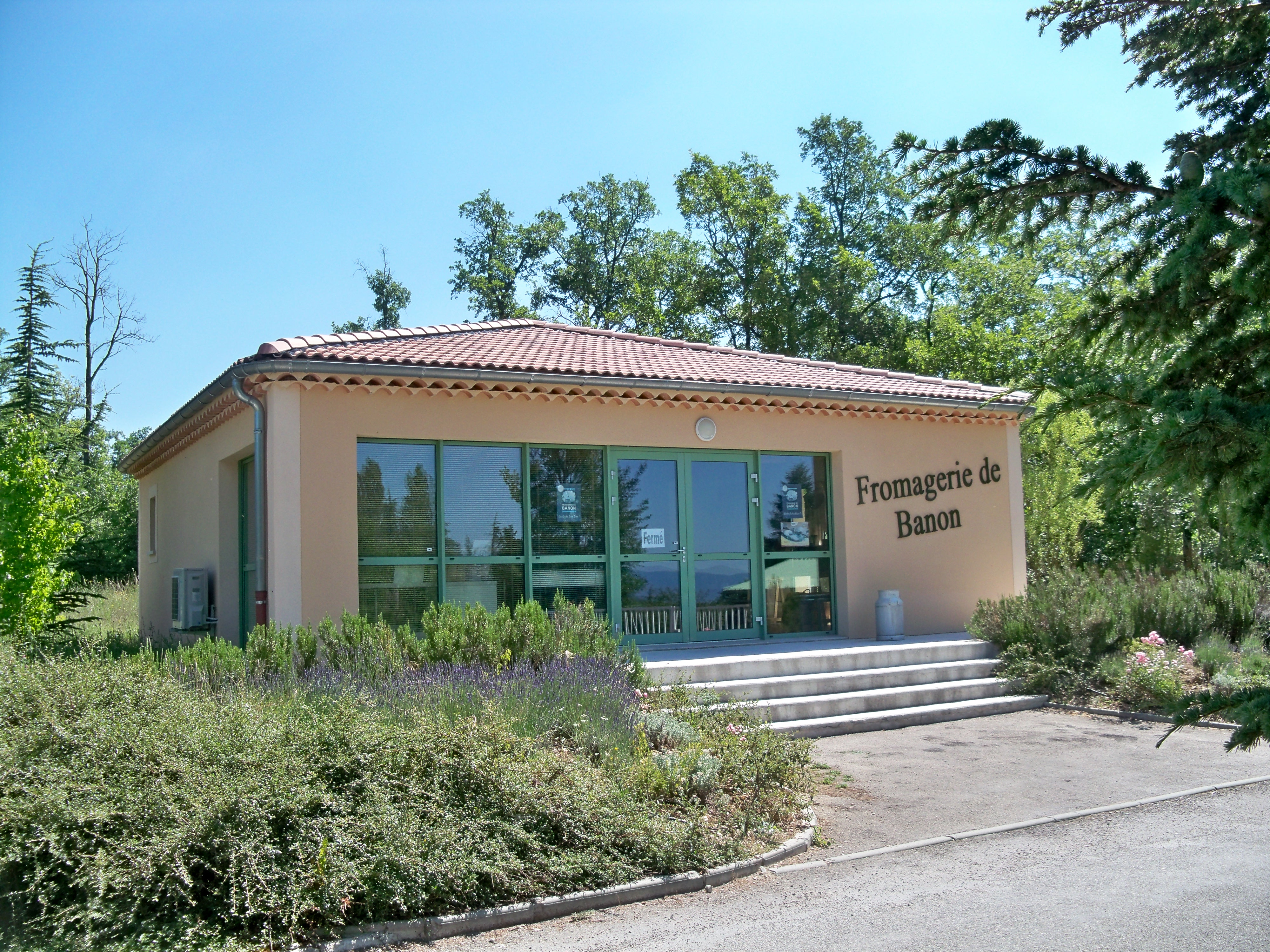
Fromagerie de Banon.

Le 23 juillet 2003, l'INAO a donné son accord pour protéger le banon par une AOC.
Les banons AOC répondent à un cahier des charges très strict. L'ensemble du terroir des 179 communes se trouve dans « un secteur de moyenne montagne, sous climat méditerranéen, marqué par une végétation caractéristique se développant sur parcours. C'est un milieu de prédilection pour l'élevage des chèvres et la pratique du pastoralisme ». Pour être aptes à produire un fromage d'appellation, les troupeaux de chèvres pâturent sur la zone délimitée. Ce système d'élevage agro-pastoral est traditionnel et participe pleinement à la typicité du produit. Il est fabriqué avec du lait de chèvre (cru et entier) de races provençale, rove et alpine exclusivement. Les chèvres doivent paître sur les collines de la région pendant au moins 210 jours par an. Ce respect permet de maintenir un élevage extensif, correspondant aux usages loyaux et constants. « Exclusivement fabriqué au lait de chèvre, cru et entier, il se révèle de couleur mordorée et offre une pâte onctueuse à cœur délivrant au palais toutes les saveurs des parcours et sous bois de la Haute-Provence. ».
De plus la production laitière, ainsi que la fabrication et l'affinage des fromages ne peuvent être effectués que dans l'aire d'appellation. La production est faible ce qui fait la rareté de cette AOC, une des plus petites AOC fromagère de France en volume. Il y dix-huit producteurs fermiers, deux artisans transformateurs, pour 75 tonnes de fromages par an (80 % laitier et 20 % fermier). Dix producteurs de lait livrent les deux entreprises artisanales. La Fromagerie de Banon fournit à peine 50 tonnes par an sur le marché, ce qui est nettement insuffisant pour la demande actuelle et pour celle qui peut être raisonnablement prévue dans le futur, alors que des demandes de consommateurs se font déjà d'Angleterre, d'Allemagne, d'Italie et même du Japon.

### Aire d'appellation

Aire d'appellation du banon.

C'est le premier fromage de la région Provence-Alpes-Côte d'Azur à obtenir une AOC. Cette reconnaissance concerne 111 communes des Alpes-de-Haute-Provence, 33 communes des Hautes-Alpes, 21 communes de la Drôme et 14 communes de Vaucluse, soit un total de 179 communes pour la production du lait et la fabrication,.
Communes du département des Alpes-de-Haute-Provence : Aiglun, Allemagne-en-Provence, Archail, Aubenas-les-Alpes, Aubignosc, Banon, Barras, Beaujeu, Bevons, Beynes, Bras-d'Asse, Brunet, Céreste, Champtercier, Château-Arnoux-Saint-Auban, Châteaufort, Châteauneuf-Miravail, Châteauneuf-Val-Saint-Donat, Châteauredon, Clamensane, Cruis, Curel, Dauphin, Digne, Draix, Entrepierres, Entrevennes, Esparron-de-Verdon, Estoublon, Fontienne, Forcalquier, Ganagobie, Gréoux-les-Bains, Hautes-Duyes, La Brillanne, La Javie, La Motte-du-Caire, Lardiers, La Rochegiron, Le Brusquet, Le Castellard-Mélan, Le Castellet, Le Chaffaut-Saint-Jurson, L'Escale, Les Mées, Les Omergues, L'Hospitalet, Limans, Lurs, Malijai, Mallefougasse-Augès, Mallemoisson, Mane, Manosque, Marcoux, Mézel, Mirabeau, Montagnac-Montpezat, Montfort, Montfuron, Montjustin, Montlaux, Montsalier, Moustiers-Sainte-Marie, Nibles, Niozelles, Noyers-sur-Jabron, Ongles, Oppedette, Oraison, Peipin, Peyruis, Pierrerue, Pierrevert, Puimichel, Puimoisson, Quinson, Redortiers, Reillanne, Revest-des-Brousses, Revest-du-Bion, Revest-Saint-Martin, Riez, Roumoules, Sainte-Croix-à-Lauze, Sainte-Croix-du-Verdon, Saint-Étienne-les-Orgues, Saint-Jeannet, Saint-Julien-d'Asse, Saint-Jurs, Saint-Laurent-du-Verdon, Saint-Maime, Saint-Martin-de-Brômes, Saint-Martin-les-Eaux, Saint-Michel-l'Observatoire, Saint-Vincent-sur-Jabron, Salignac, Saumane, Sigonce, Simiane-la-Rotonde, Sisteron, Sourribes, Thoard, Vachères, Valbelle, Valernes, Valensole, Villemus, Villeneuve, Volonne, Volx.
Communes du département des Hautes-Alpes : Barret-sur-Méouge, Bruis, Chanousse, Châteauneuf-de-Chabre, Éourres, Étoile-Saint-Cyrice, Eyguians, Lagrand, La Piarre, Laragne-Montéglin, Le Bersac, L'Épine, Méreuil, Montclus, Montjay, Montmorin, Montrond, Moydans, Nossage-et-Bénévent, Orpierre, Ribeyret, Rosans, Saint-André-de-Rosans, Sainte-Colombe, Sainte-Marie, Saint-Genis, Saint-Pierre-Avez, Saléon, Salérans, Serres, Sigottier, Sorbiers, Trescléoux.
Communes du département de la Drôme : Aulan, Ballons, Barret-de-Lioure, Eygalayes, Ferrassières, Izon-la-Bruisse, Laborel, Lachau, La Rochette-du-Buis, Mévouillon, Montauban-sur-l'Ouvèze, Montbrun-les-Bains, Montfroc, Montguers, Reilhanette, Rioms, Saint-Auban-sur-l'Ouvèze, Séderon, Vers-sur-Méouge, Villebois-les-Pins, Villefranche-le-Château.
Communes du département de Vaucluse : Aurel, Auribeau, Buoux, Castellet, Gignac, Lagarde-d'Apt, Monieux, Saignon, Saint-Christol, Saint-Martin-de-Castillon, Saint-Trinit, Sault, Sivergues, Viens.

## Gastronomie

### Dégustation

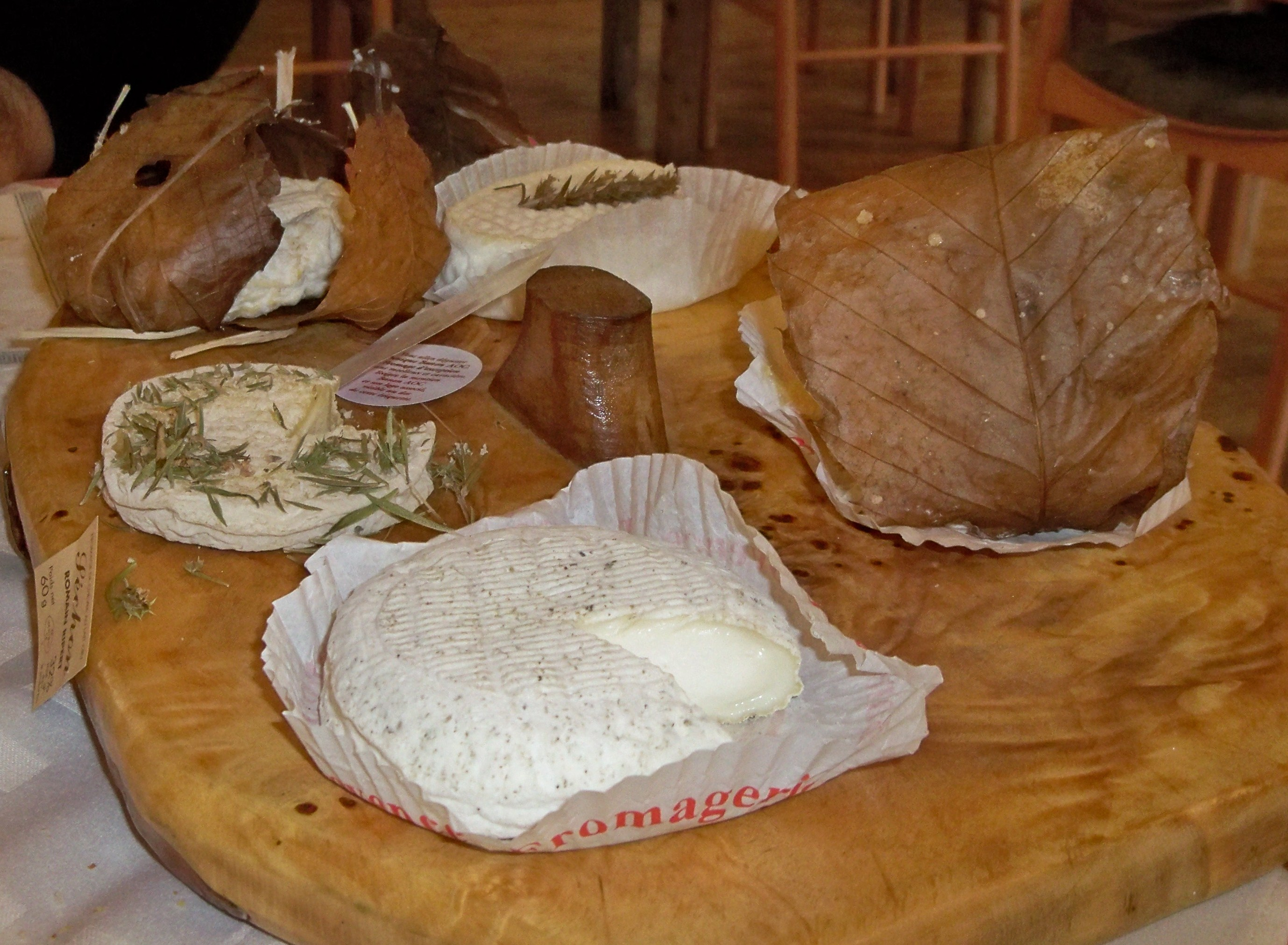
Fromages de Banon.

Ce fromage peut être dégusté sur une tranche de pain de campagne accompagnée de confiture de cerise ou de figue.
Il peut être apprécié avec du vin blanc des côtes-du-rhône, du ventoux ou du luberon.

### Meilleures saisons
Ce fromage peut être dégusté en toutes saisons.

### Fête du fromage de Banon
Depuis 1993, le village de Banon organise la fête de son fromage de chèvre au mois de mai. Elle a pour vocation de rendre hommage à la spécialité locale.
Elle a été annulée en 2020 à cause des circonstances sanitaires liées à la pandémie de Covid-19.